# Believin'
『Believin'』（ビリーヴィン）は、1996年11月21日にリリースされた岩崎宏美の51枚目のシングル。

## 解説
- 朝日放送（ABC）テレビドラマ『新・部長刑事 アーバンポリス24』のエンディング・テーマ[1]。
- 翌年発売されたオリジナル・アルバム『SHOWER OF LOVE』には作者・吉田美奈子自身の編曲によるヴァージョンが収録されている。
- カップリング曲の「笑顔をみせて」は、2011年に「笑顔をみせて～for tomorrow～」のタイトルで再録音され、アルバム『岩崎宏美 LIVE BEST SELECTION 2006-2010』やシングル『いのちの理由』（2012年）に収録されている。

## 収録曲
1. Believin'
作詞・作曲：吉田美奈子／編曲：塩谷哲
2. 笑顔をみせて
作詞：岩崎宏美／作曲：塩谷哲／編曲：13 CATS
3. Believin'（オリジナル・カラオケ）
4. 笑顔をみせて（オリジナル・カラオケ）